# Palermo (província)
A província de Palermo era uma província italiana da região de Sicília com cerca de 1 300 644 habitantes, densidade de 240 hab/km². Foi dividida em 82 comunas, sendo a capital Palermo. A partir de 2015 e foi substituído pela Cidade metropolitana de Palermo 
Faz fronteira a norte com o Mar Tirreno, a este com a província de Messina e com a província de Enna, a sul com a província de Caltanissetta e com a província de Agrigento e a oeste com a província de Trapani.